# Margo MacDonald

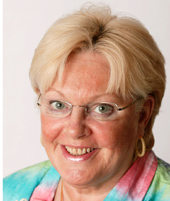
Margo MacDonald

Margo MacDonald (ur. 19 kwietnia 1943 w Hamilton, South Lanarkshire, zm. 4 kwietnia 2014) – brytyjska polityk, członkini Szkockiej Partii Narodowej.

## Życiorys
Margo Aitken urodziła się 19 kwietnia 1943 roku w Hamilton w hrabstwie South Lanarkshire. Rozpoczęła studia w Akademii w Hamilton, aby zostać nauczycielką wychowania fizycznego. Pojawiała się w mediach jako publicystka i prezenterka telewizyjna. Była również dyrektorką schroniska w Szkocji. Jej pierwsze małżeństwo, z Peterem MacDonaldem, zakończyło się z rozwodem. Z tego związku miała dwie córki. W 1981 roku wyszła za mąż za polityka Jima Sillarsa. W 1990 roku dołączyła do Szkockiej Partii Narodowej (SNP), a w 1999 roku została wybrana do Parlamentu Szkockiego. W 1996 roku zdiagnozowano u niej chorobę Parkinsona. Zmarła 4 kwietnia 2014 roku.